# Königsgambit
Bei dem Königsgambit handelt es sich um ein Gambit, also um eine Eröffnung des Schachspiels, in der Material geopfert wird, um Stellungsvorteile zu erlangen. Das Königsgambit zählt zu den Offenen Spielen und gliedert sich in mehrere Varianten.
Es beginnt mit den Zügen:
1. e2–e4 e7–e5
2. f2–f4

## Strategie
Die Idee des Königsgambits besteht darin, durch das Bauernopfer auf f4 das Zentrum mit den beiden Mittelbauern e4 und d4 zu besetzen. Das Übergewicht im Zentrum kann zur freieren Figurenentwicklung und zu einem späteren Königsangriff genutzt werden. Eine weitere Idee besteht darin, den schwachen Bauern f4 zurückzuerobern oder (z. B. mittels g2–g3) abzulenken, wodurch die geöffnete f-Linie zum Angriff genutzt werden kann.
Der Zug 2. f2–f4 hat – neben der Tatsache, dass ein Bauer verloren geht – auch Nachteile: Vor allem wird die Königssicherheit, insbesondere die Diagonalen h4–e1 sowie a7–g1 geschwächt. Weiterhin kann der schwarze Bauer f4, ausreichend geschützt, die weiße Entwicklung beeinträchtigen.

## Geschichte
Das Königsgambit wurde bereits in dem ältesten Schachbuch von Lucena (1497) erwähnt und in dem Werk des Spaniers Ruy López de Segura 1561 mit seinem Namen versehen. Der Ausdruck Gambit stammt aus dem Italienischen, wie Ruy Lopez angibt, und war der Ringersprache entlehnt – im Sinne von dare il gambetto (ein Bein stellen).
Das Königsgambit war vor allem im 18. und 19. Jahrhundert eine sehr beliebte und gefürchtete Eröffnung. Viele Glanzpartien mit dem Königsgambit, in denen ein Opferangriff mit Erfolg gekrönt wurde, stammen aus dieser Zeit. Die bekannteste ist die am 21. Juni 1851 in London zwischen Adolf Anderssen und Lionel Kieseritzky gespielte sogenannte Unsterbliche Partie. Gegen Ende des 19. Jahrhunderts wurden allgemein die Verteidigungsmethoden und das Positionsspiel im Schach immer weiter verbessert. Das führte dazu, dass im Königsgambit Varianten ausgearbeitet wurden, in denen Schwarz – teilweise unter Rückgabe des Gambitbauern – eine solide, weniger taktisch geprägte Stellung anstrebt. Einige dieser Varianten galten als wenig anspruchsvoll, wodurch Schwarz schnell ausgleichen sollte, und wurden teilweise sogar als Totengräber des Königsgambits angesehen. Die Folge war, dass das Königsgambit in der Zeit um 1900 immer seltener gespielt wurde. In den ersten Jahren des 20. Jahrhunderts gab es zwar noch einige – teils hochkarätig besetzte – Thematurniere zum Königsgambit, das fast völlige Verschwinden dieser Eröffnung in der Turnierpraxis konnte dadurch jedoch nicht mehr aufgehalten werden.
Lediglich Rudolf Spielmann – der damals auch als Der letzte Ritter des Königsgambits bezeichnet wurde – wendete das Königsgambit in den 1920er und 1930er Jahren regelmäßig an, sporadisch auch Savielly Tartakower. Nach dem Zweiten Weltkrieg waren es vor allem David Bronstein und Boris Spassky, die sich nicht scheuten, auch wichtige Turnierpartien manchmal mit dem Königsgambit zu eröffnen. Spassky gewann 1960 in Mar del Plata in Runde zwei mit dem Königsgambit gegen Bobby Fischer, der als Reaktion darauf seinen berühmten Aufsatz A bust to the king's gambit schrieb, in dem er behauptete, mit 3. … d7–d6 (der nach ihm benannten Fischer-Verteidigung) eine Widerlegung des Königsgambits gefunden zu haben.

## Aktuelle Bedeutung
Seit den 1990er Jahren ist das Königsgambit wieder verstärkt in der Meisterpraxis anzutreffen. Nigel Short hatte es sogar als Waffe für seinen WM-Kampf 1993 gegen Garri Kasparow vorbereitet. Auch die Schwestern Zsófia und Judit Polgár sowie einige weitere Spitzenspieler eröffnen zuweilen mit dem Königsgambit. Mittlerweile wurden die Methoden für den Führer der weißen Steine verstärkt bzw. verfeinert und neue Entdeckungen gemacht. Von einem „leichten Ausgleich“ in einigen Varianten, den man vor ca. 100 Jahren sah (s. o.), kann heute keine Rede mehr sein.

## Eröffnungstheoretische Beurteilung
Nach Stand der Eröffnungslehre kann der Führer der weißen Steine vermutlich nicht mehr als auf einen Ausgleich hoffen, vorausgesetzt, der Schwarzspieler findet die optimalen Züge. Das setzt profunde Theoriekenntnisse voraus. Viele Varianten des Königsgambits gelten als nach wie vor schwer einschätzbar. 
Vermutlich ist der Zug 2. f2–f4 nicht besser als der wesentlich häufiger vorkommende Zug 2. Sg1–f3, wahrscheinlich ist er theoretisch etwas schlechter.
In der Praxis bietet das Königsgambit gute Chancen, da die Verteidigung für Schwarz schwierig ist und diese Eröffnung außerdem oft einen Überraschungseffekt hat.

## Hauptvarianten
Zu den Hauptvarianten des Königsgambits zählen:
- Varianten, in denen das Gambit abgelehnt wird
  - Abgelehntes Königsgambit: alle Züge außer 2. … e5xf4
- Die Annahme des Gambits mittels 2. … e5xf4
  - Königsspringergambit: 3. Sg1–f3 gilt als Hauptvariante und verhindert 3. … Dd8–h4+
  - Königsläufergambit: 3. Lf1–c4
  - eingeschränktes Königsläufergambit: 3. Lf1–e2
  - Breyer-Gambit, benannt nach Gyula Breyer: 3. Dd1–f3
  - Polerio-Gambit, benannt nach Giulio Cesare Polerio: 3. d2–d4
  - die oft zur Wiener Partie gerechneten Varianten mit schnellem 3. Sb1–c3
    - Mason-Gambit, benannt nach James Mason: 3. … Dd8–h4+ 4. Ke1–e2
    - Steinitz-Gambit: 3. … Sb8–c6 4. d2–d4
    - Pierce-Gambit: 3. … Sb8–c6 4. Sg1–f3 g7–g5 5. d2–d4
    - Hamppe-Allgaier-Gambit: 3. … Sb8–c6 4. Sg1–f3 g7–g5 5. h2–h4